# Hamnleden, Gävle
Hamnleden är en lokal väg i Gävle som delvis är motortrafikled. Den går från en cirkulationsplats i Gävle hamn och binder ihop hamnen med motorvägen på E4.